# Alexandre Barro Chambrier
 (février 2023).
La mise en forme du texte ne suit pas les recommandations de Wikipédia : il faut le « wikifier ».
Les points d'amélioration suivants sont les cas les plus fréquents. Le détail des points à revoir est peut-être précisé sur la page de discussion.
- Les titres sont pré-formatés par le logiciel. Ils ne sont ni en capitales, ni en gras.
- Le texte ne doit pas être écrit en capitales (les noms de famille non plus), ni en gras, ni en italique, ni en « petit »…
- Le gras n'est utilisé que pour surligner le titre de l'article dans l'introduction, une seule fois.
- L'italique est rarement utilisé : mots en langue étrangère, titres d'œuvres, noms de bateaux, etc.
- Les citations ne sont pas en italique mais en corps de texte normal. Elles sont entourées par des guillemets français : « et ».
- Les listes à puces sont à éviter, des paragraphes rédigés étant largement préférés. Les tableaux sont à réserver à la présentation de données structurées (résultats, etc.).
- Les appels de note de bas de page (petits chiffres en exposant, introduits par l'outil «  Source ») sont à placer entre la fin de phrase et le point final[comme ça].
- Les liens internes (vers d'autres articles de Wikipédia) sont à choisir avec parcimonie. Créez des liens vers des articles approfondissant le sujet. Les termes génériques sans rapport avec le sujet sont à éviter, ainsi que les répétitions de liens vers un même terme.
- Les liens externes sont à placer uniquement dans une section « Liens externes », à la fin de l'article. Ces liens sont à choisir avec parcimonie suivant les règles définies. Si un lien sert de source à l'article, son insertion dans le texte est à faire par les notes de bas de page.
- La présentation des références doit suivre les conventions bibliographiques. Il est recommandé d'utiliser les modèles {{Ouvrage}}, {{Chapitre}}, {{Article}}, {{Lien web}} et/ou {{Bibliographie}}. Le mode d'édition visuel peut mettre en forme automatiquement les références.
- Insérer une infobox (cadre d'informations à droite) n'est pas obligatoire pour parachever la mise en page.

Pour une aide détaillée, merci de consulter Aide:Wikification.
Si vous pensez que ces points ont été résolus, vous pouvez retirer ce bandeau et améliorer la mise en forme d'un autre article.
Alexandre Barro Chambrier, désigné également par ses initiales « ABC », est un économiste et homme d'État gabonais, né le 25 août 1958 dans le 15e arrondissement de Paris. Il est nommé vice-Premier ministre en 2024 puis vice-président du gouvernement en 2025.

## Ascendance
Son père, Éloi Chambrier est un célèbre médecin pédiatre et homme politique né le 1er décembre 1933 à Glass à Libreville (Gabon) et décédé le 27 novembre 2020 à Libreville. Il est diplômé de l’université de Paris, faculté de médecine. Il est l’arrière- petit-fils du roi Denis dont le nom est Antchuwè Kowè Rapontchombò. Un souverain mpongwe, né vers 1780. Son nom Rapontchòmbo signifie en langue mpongwé : « On ne lui a pas prêté mais donné ». Marcel Éloi Chambrier est le premier Gabonais à soutenir une thèse de doctorat en médecine  et le propriétaire de la toute première clinique privée, portant son nom : la polyclinique Docteur-Chambrier. Issu d’une famille modeste, il apprit très tôt, grâce à l’éducation rigoureuse de sa mère Amélie Aworet Y Anguillet et à son sens inné de l’effort, à surmonter les difficultés.
Sa mère, Roselyne Aremon, est née le 6 septembre 1935 et décédée le 1er mars 2012. Elle est kinésithérapeute, formée à l'École de kinésithérapie de Paris.

## Jeunesse et formation

### Environnement familial
Alexandre Barro Chambrier est le fils aîné et le deuxième d’une fratrie de plusieurs enfants. Il est issu d'une famille très unie. Bien que n'ayant que six ans, il se souvient des années d’emprisonnement politique de son père comme des années particulièrement difficiles pour toute la famille, du fait de son absence. Il dit « avoir le souvenir d'avoir été un enfant plus heureux dès sa libération ».

### Études
Il débute l'école primaire en 1965 et fait tout son cursus à l'école mixte de Libreville. À la rentrée 1970, il intègre le collège de Passy-Buzenval à Rueil-Malmaison, en région parisienne et fréquente le lycée national Léon M'BA à Libreville. En 1977, Il obtient son baccalauréat en sciences économiques avec « mention bien » au lycée Jean-Jacques-Rousseau de Nice. Toutes ses études universitaires se déroulent en France. En 1980, il obtient son diplôme d’études universitaires générales (DEUG) à la faculté des sciences économiques de Nice et poursuit ses études à Paris où il obtient respectivement son diplôme d’études approfondies (DEA) d’études politiques à l’université de Paris-IX-Dauphine, puis en  1984 un diplôme d’études approfondies d’économie appliquée (DEA), option politique économique à l’Institut d’études politiques de Paris. En 1987, il obtient son doctorat en sciences économiques (nouveau régime) à l’IEP de Paris. Il a pour directeur de thèse, l’économiste et homme politique français, Raymond Barre nommé Premier ministre le 25 août 1976 par le président de Valery Giscard d’Estaing (27 mai 1974- 21mai 1981). Il est agrégé CAMES en sciences économiques, en 1991.

## Carrière nationale

### Début de carrière
- Conseiller du Premier ministre, chef du département économique et financier et coordonnateur du comité spécial chargé du suivi de l’évolution des programmes économiques et financiers du Gabon (Coscefig) de 1990 à 1994. Il est membre du comité d’orientation et de pilotage de la réflexion stratégique à long terme (Gabon 2025) ainsi que membre du conseil d’administration de la Caisse nationale de sécurité sociale et de la Caisse nationale de garantie sociale.
- Conseiller économique et commercial du ministre du Commerce et du Transfert des Technologies (1988-1989).

### Postes ministériels et autres

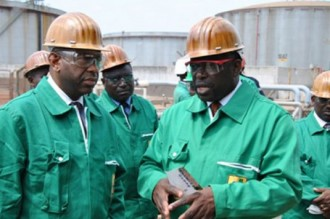
Février 2012,visite à la raffinerie Sogara

Ministre des Mines, du Pétrole, des Hydrocarbures (2011-2012)
Son mandat ministériel est marqué par :
- la promotion du bassin sédimentaire gabonais[9]
- l'amélioration du code pétrolier et minier
- l'amélioration des contrats de partages de production
- la politique de formation mieux ciblée[10]

Ministre délégué auprès du ministre du Développement, de la Performance publique, de la Prospective et de la Statistique (2009)
Son passage à ce poste est marqué par la mise en place de mécanismes d'évaluation de la performance des politiques publiques.
Ministre délégué auprès du ministre de l'Économie forestière, des Eaux, de la Pêche et de l’Aquaculture, chargé des Eaux et de la Pêche (28 décembre 2007 - 14 janvier 2009)
Il marque son passage à ce ministère par la mise en place de mécanismes efficients pour la préservation de l'écosystème et le plan d'aménagement des forêts
Ministre délégué auprès du ministre d'État, ministre de l'Économie, des Finances, du Budget et de la Privatisation (janvier 2006 - décembre 2007)
Il est en charge de :
- l'assainissement	des finances publiques
- la restructuration et la privatisation de structures publiques dans le cadre de la mise en œuvre d'un programme avec le FMI.

Il est président du conseil d'administration de l'Institut africain d'informatique (IAI) (Libreville (2006-2007) et président du comité d'orientation d'Afritac.
Ministre délégué auprès du ministre de l’Économie forestière, des Eaux, de la Pêche et de l’Environnement, chargé de la Protection de la nature (septembre 2004-décembre 2005)
Secrétaire d’État auprès du ministre de la Culture, de la Francophonie, de la Jeunesse, des Sports et de l'Éducation populaire (février 1990 - avril 1990).

## Carrière internationale
En 1994, il inaugure sa carrière internationale au sein du Fonds monétaire international (FMI) à Washington Au sein de l'institution, il occupe respectivement les postes d'administrateur suppléant puis d'administrateur.
Administrateur suppléant du FMI (1994-1998)

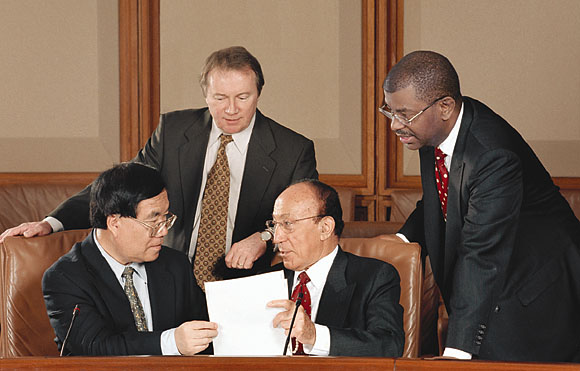
En 2000, avec Shakour Shaalan, administrateur de l'Égypte au FMI

Il participe aux réunions du conseil d’administration du FMI : revue des programmes, surveillance, des pays, conception des politiques économiques et financières, conditionnalités, mobilisation des ressources, etc.
Administrateur du FMI (1998-2002)
Il représente 24 pays de l’Afrique subsaharienne dont le Bénin, le Burkina Faso, le Cap-Vert, la Centrafrique, les Comores, le Congo, la Côte d'Ivoire, Djibouti, le Gabon, la Guinée, la Guinée-Bissau, la Guinée-Équatoriale, Madagascar, le Mali, la Mauritanie, Maurice, le Niger, le Rwanda, São-Tomé-et-Principe, le Sénégal, le Tchad, le Togo.
À ce poste il est chargé :
- de l’appropriation des programmes par les pays ;
- du renforcement de la collaboration entre le FMI et la Banque mondiale ;
- il a contribué à la stratégie pour la réduction de la pauvreté (DSRP) ;
- il a participé à l’initiative pour l’allègement de la dette de pays très endettés[15]

Administrateur à l’Institut international pour l’Afrique (2002-2004) à Washington.
L'IIA est un organisme international privé de conseils et d’études de haut niveau visant à promouvoir la croissance économique et la stabilité financière dans les pays en voie de développement et plus particulièrement en Afrique. Il participe à des évaluations stratégiques et des conseils pour aider les gouvernements, les entreprises privées et les institutions financières bilatérales et multilatérales à prendre des décisions appropriées.

## Carrière politique

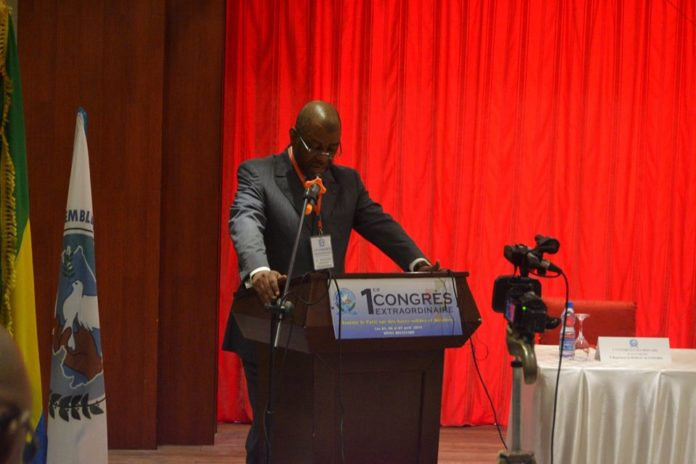
Avril 2019, au congrès du RHM, actuel RPM

### Parti démocratique gabonais (1988-2016)
À l’âge de 30 ans, il adhère au Parti démocratique gabonais (PDG, le parti au pouvoir) et devient membre du comité central de 1989 à 2004. Il intègre le bureau politique en 2007 puis est en mars 2014 membre du comité permanent du bureau politique de la province de l'Estuaire jusqu'en février 2016, année où il quitte le parti.

### Mandat de député (2006-2016)
Il est élu député du 4e arrondissement pendant deux législatures: (11e et 12e), respectivement élu en décembre 2006 puis réélu en décembre 2011. Membre de la commission des finances, il est l'initiateur de la loi de facilitation pour la création d’une SARL (société à responsabilité limitée), loi promulguée en 2014.
Dès 2012, il est membre pendant quatre ans du Parlement panafricain l’assemblée consultative de l’Union africaine dont le siège est à Midrand en Afrique du Sud (2012-2016)

### Divergences d’opinions avec le PDG
Son adhésion au parti au pouvoir est marquée très tôt et épisodiquement par des divergences d’opinions qui se sont soldées en 2016 par une séparation définitive avec le parti. Un « divorce » dû à deux éléments majeurs: d’une part au refus de la démocratie interne dans le parti au pouvoir, d’autre part à la gouvernance en rapport avec la mauvaise utilisation des ressources publiques. Neuf autres parlementaires claqueront la porte du PDG ainsi que le président de l’Assemblée nationale d’alors, Guy Nzouba-Ndama. Deux mois plus tard, ABC avec deux autres parlementaires officialisent la création du parti RHM: Rassemblement-Héritage et Modernité (actuel RPM). Alexandre Barro Chambrier rejoint ainsi l’opposition et donne son soutien à Jean Ping, « candidat unique » désigné par l’opposition, lors des élections présidentielles du 27 août 2016.
Il est candidat à l'élection présidentielle de 2023. Toutefois, le collectif « Alternance 2023 », qui regroupe les principaux partis d'opposition, choisit de désigner un candidat unique, Albert Ondo Ossa, qui devient le principal candidat de l'opposition face à Ali Bongo. Chambrier retire alors sa candidature.

### Vice-Premier ministre
Le 17 janvier 2024, Alexandre Barro Chambrier est nommé vice-Premier ministre, est chargé de la Planification et de la Prospective, dans le gouvernement de la Transition dirigé par Raymond Ndong Sima. Il a pour mission d'élaborer et de mettre en œuvre la politique du Gouvernement en matière de planification et de prospective. 

### Vice-président du gouvernement
Alexandre Barro Chambrier est nommé par décret présidentiel en date du 5 mai 2025, vice-président du gouvernement.

## Économie
Alexandre Barro Chambrier déclare dans une interview que le schéma standard qui pourrait tirer l'économie du  Gabon de cette mauvaise passe serait de « commencer par nommer des hommes à même d'être honnêtes et de pouvoir gérer les finances publiques en bon père de famille. » Il préconise, entre autres, l'adoption d'un programme de mesures intégrées pour la réduction du chômage des jeunes et des femmes, la mise en œuvre d'une stratégie de promotion des PME-PMI incluant le financement bancaire et le développement du secteur agricole comme levier de l'indépendance économique. Il faudra aussi la mise en œuvre de grands projets structurants à forte intensité de création d'emplois. Sans oublier de corriger les inégalités sociales par une meilleure distribution des richesses nationales et le lancement des programmes visant la lutte contre l'extrême pauvreté, la mobilisation des moyens pour l'amélioration du cadre de vie des populations, le renforcement des mesures en faveur de la famille et la mise en œuvre d'un programme intégré d'accès des populations, à bas prix au logement social, à l'électricité et à l'eau.

### Covid-19
Quant à la pandémie de la Covid-19 qui est un facteur aggravant d’une économie gabonaise déjà très fragilisée , lors d’une interview sur la meilleure gestion de la Covid-19, ABC, président du parti RPM déclare : « Il y a beaucoup de retard à l'allumage car les premières mesures sont intervenues mi-mars, pour une crise sanitaire qu'il fallait anticiper en prenant les dispositions pour les fermetures aux frontières… Il ne faut pas simplement annoncer des facilités de financement qui depuis 3 mois ne sont pas visibles… Il faut concilier la  préservation de  la santé de nos citoyens en mettant les ressources dans le système sanitaire, en permettant effectivement que nos médecins, nos personnels d'accompagnement médicaux soient équipés de tout le nécessaire pour pouvoir faire face à ces urgences mais dans le même temps, il faut pouvoir s'occuper de l'économie et s'adapter au contexte : à travers le télétravail, la nécessité d'ouvrir progressivement un certain nombre d'activités, d'avoir des mesures barrières. Il faut pouvoir considérer que dans cette phase de difficulté de récession, il est nécessaire de relancer les activités le plus vite possible... ».

### Jeunesse

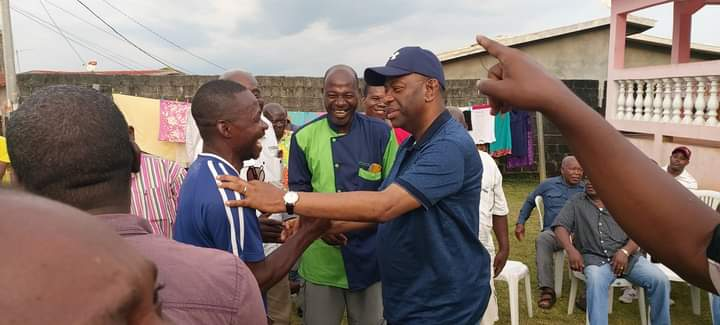
2019, avec la jeunesse du 2e arrondissement de Libreville

ABC invite la jeunesse gabonaise victime du système en place, à rester mobilisée pour le changement. En 2009 Alexandre Barro Chambrier apporte un soutien sans faille aux collégiens et lycéens de Libreville et de l’intérieur du pays qui manifestent contre le durcissement des conditions d’accès aux bourses d’études.
Selon ses propres termes : la jeunesse considérée comme sacrée par le passé au Gabon est désormais sacrifiée à cause des mauvais choix opérés sur leur formation qui consacrent une inadéquation totale avec les secteurs des emplois. Cette employabilité devenue aléatoire a élargi le spectre du chômage des jeunes. En sa qualité d’élu du 1er siège au 4e arrondissement de la commune de Libreville, il avait financé en 2011, la formation des jeunes de sa circonscription politique au permis de conduire, pour leur ouvrir une brèche d’accès à l’emploi dans le secteur des transports.

### Cause des femmes
Sensible à la cause des femmes et en vue de leur autonomisation, ABC a accompagné de nombreuses femmes du 4e arrondissement de Libreville, dans leur quête de création d’activités génératrices de revenus, en mettant à leur disposition des moyens financiers et des prêts à taux zéro pour la création des micro-projets.

### Carrière entrepreneuriale
Au terme de son exercice au Fonds monétaire international, Alexandre Barro Chambrier a été administrateur de 2002 à 2004 à l'Institut international pour l'Afrique à Washington (États-Unis). Il s'agit d'un organisme d'études et de conseils aux États de haut niveau, créé par le président Alassane Ouattara, dont  il a été l'un des vice-présidents. Il y a été actif avec d'autres cadres ayant servi au FMI.
Aujourd’hui après avoir été président directeur général d'Africa Business Consulting (ABC) il est président directeur général de la Société internationale de négoce et de conseil pour l'Afrique (Sinca), un cabinet de conseil privé d’études de haut niveau ouvert sur l'international.

## Vie privée
Il est marié à Helena Lydia Barro Chambrier et est père de cinq enfants.

## Distinctions
- Commandeur de l'ordre de l'Étoile équatoriale
- Grand officier de l'ordre nationale du Mérite gabonais
- Officier de l'ordre de la Valeur (Cameroun)
- Commandeur du Bénin
- Commandeur du Togo
- Médaille de la Reconnaissance de la Garde Républicaine (Gabon)
- Commandeur de l'Ordre National de la Libération (Gabon)

## Publication
Il écrit en 1990, l'Économie du Gabon : analyse, ajustement et politiques d'adaptation publié aux éditions Economica,. Cette publication lui fait remporter, la même année, le prix Pierre-Chauleur, un prix littéraire français annuel de l’Académie des sciences d’outre-mer. 
En août 2023, avant l'élection présidentielle du 30 août, il publie son deuxième ouvrage : Une vie et un vision au service du Gabon aux éditions Alexandrines.